# کشل، شهرستان تیپراری
کَشِل (تلفظ: ‎/ˈkæʃəl/‎؛ به ایرلندی: Caiseal، به‌معنای "سنگ رینگفورت") شهری در شهرستان تیپراری است که جمعیت آن در سرشماری سال ۲۰۱۶ میلادی، ۴۴۲۲ نفر بوده است. این شهر نام خود را از ولایت کلیسایی کشل وام گرفته است. علاوه بر این، کلیسای جامع اسقف نشینی کاتولیک رومی کشل و املی در اصل قبل از اصلاحات انگلیسی در این شهر بود. این بخشی از محله کشل و روزگرین در همان اسقف نشینی است. یکی از شش کلیسای جامع اسقف انگلیکن کشل و اوسوری، که در حال حاضر در کیلکنی است، در این شهر قرار دارد. این محله در محله مدنی سنت پاتریک راک قرار گرفته و در بارون تاریخی میدل سوم است.

## منبع
1. ↑  "Census 2016 – Small Area Population Statistics (SAPMAP Area) – Settlements – Cashel". Census 2016. Central Statistics Office. Archived from the original on 20 August 2018. Retrieved 19 August 2018.
2. ↑  "Placenames Database of Ireland". Archived from the original on 31 May 2012. Retrieved 15 July 2010.
3. ↑  "Placenames Database of Ireland – civil parish and barony details". Archived from the original on 20 September 2012. Retrieved 17 May 2011.